# アデミール・マルケス・デ・メネゼス
アデミール・マルケス・デ・メネゼス（Ademir Marques de Menezes、1922年11月8日 - 1996年5月11日）は、ブラジル・レシフェ出身の元サッカー選手、サッカー指導者。ポジションはフォワード。
ニックネームは顎を意味するケイシャダ（Queixada）。

## 経歴
地元のスポルチ・レシフェでキャリアをスタートさせ、1941年には11得点を挙げてペルナンブーコ州選手権の得点王を獲得。1942年からはヴァスコ・ダ・ガマ、1946年からはフルミネンセFC、1948年からは再びヴァスコでプレーした。ヴァスコでは1949年に30得点、1950年に25得点を挙げ、2度のリオ・デ・ジャネイロ州選手権得点王に輝いた。ヴァスコでの通算成績は429試合出場301得点。
ブラジル代表としては39試合に出場して32得点を記録。1950 FIFAワールドカップでは8得点を挙げて大会得点王となったが、2次リーグ最終戦のウルグアイ戦に敗れて準優勝に終わった。2次リーグのスウェーデン戦では4得点を挙げた。南米選手権には4回出場して、1949年大会で優勝している。
高い運動能力、スピード、テクニック、力強いシュートなど、「すべてを備える選手」と言われた。
引退後は解説者、指導者、実業家として過ごした。1996年、リオ・デ・ジャネイロにて死去した。

## 所属クラブ
- 1938-1941  スポルチ・レシフェ
- 1942-1945  CRヴァスコ・ダ・ガマ
- 1946-1947  フルミネンセFC
- 1948-1955  CRヴァスコ・ダ・ガマ

## 代表歴
- 代表デビュー：1945年1月21日 vs コロンビア戦
- 代表通算：39試合出場　32得点 (1945年-1953年)
- FIFAワールドカップ出場：1回 (1950年)
- 南米選手権出場：4回 (1945、1946、1949、1953)

## チームタイトル
- スポルチ・レシフェ

ペルナンブーコ州選手権：2回 (1940年、1941年)
- フルミネンセ

リオ・デ・ジャネイロ州選手権：1回（1946年)
- ヴァスコ・ダ・ガマ

リオ・デ・ジャネイロ州選手権：4回 (1945年、1949年、1950年、1952年）
コパ・リベルタドーレス：1回 (1948年)
- ブラジル代表

コパ・アメリカ：1回 (1949年)
パンアメリカン選手権：1回 (1952年)

## 個人タイトル
- ペルナンブーコ州選手権得点王：1回 (1941年)
- リオ・デ・ジャネイロ州選手権得点王：2回 (1949年、1950年)
- FIFAワールドカップ得点王：1回 (1950年)